# Halle Clémenceau
Die Halle Clémenceau (früher: La Patinoire Municipale) ist eine Sporthalle und frühere Eissporthalle in der französischen Stadt Grenoble.

## Geschichte
Die Halle Clémenceau wurde am 23. September 1963 als erste Eisbahn der Stadt unter dem Namen La Patinoire Municipale eröffnet. Ein Jahr später war sie Austragungsort der Eiskunstlauf-Europameisterschaften 1964. Die Halle hatte zu dieser Zeit eine Kapazität von 2200 Sitz- und 700 Stehplätzen. Die Eisfläche maß eine Größe von 60 × 30 m. Während der Olympischen Winterspiele 1968 in Grenoble war die Halle Austragungsort der Eishockeyspiele in der Gruppe B und Trainingsort aller Eishockeymannschaften. 1977 fanden in der Halle die Shorttrack-Weltmeisterschaften statt.
Mit der Eröffnung des Patinoire Polesud 2001 wurde die Halle zu einer Sporthalle umfunktioniert, die für Handball, Volleyball oder Fechtmeisterschaften genutzt wird.